# 1805
Portal Geschichte | Portal Biografien | Aktuelle Ereignisse | Jahreskalender | Tagesartikel

◄ |
18. Jahrhundert |
19. Jahrhundert
| 20. Jahrhundert | ►

◄ |
1770er |
1780er |
1790er |
1800er
| 1810er | 1820er | 1830er | ►

◄◄ |
◄ |
1801 |
1802 |
1803 |
1804 |
1805
| 1806 | 1807 | 1808 | 1809 | ► | ►►
Staatsoberhäupter  · Nekrolog  · Literaturjahr · Musikjahr
| Januar | Januar | Januar | Januar | Januar | Januar | Januar | Januar |
| Kw     | Mo     | Di     | Mi     | Do     | Fr     | Sa     | So     |
| ------ | ------ | ------ | ------ | ------ | ------ | ------ | ------ |
| 1      |        | 1      | 2      | 3      | 4      | 5      | 6      |
| 2      | 7      | 8      | 9      | 10     | 11     | 12     | 13     |
| 3      | 14     | 15     | 16     | 17     | 18     | 19     | 20     |
| 4      | 21     | 22     | 23     | 24     | 25     | 26     | 27     |
| 5      | 28     | 29     | 30     | 31     |        |        |        |

| Februar | Februar | Februar | Februar | Februar | Februar | Februar | Februar |
| Kw      | Mo      | Di      | Mi      | Do      | Fr      | Sa      | So      |
| ------- | ------- | ------- | ------- | ------- | ------- | ------- | ------- |
| 5       |         |         |         |         | 1       | 2       | 3       |
| 6       | 4       | 5       | 6       | 7       | 8       | 9       | 10      |
| 7       | 11      | 12      | 13      | 14      | 15      | 16      | 17      |
| 8       | 18      | 19      | 20      | 21      | 22      | 23      | 24      |
| 9       | 25      | 26      | 27      | 28      |         |         |         |

| März | März | März | März | März | März | März | März |
| Kw   | Mo   | Di   | Mi   | Do   | Fr   | Sa   | So   |
| ---- | ---- | ---- | ---- | ---- | ---- | ---- | ---- |
| 9    |      |      |      |      | 1    | 2    | 3    |
| 10   | 4    | 5    | 6    | 7    | 8    | 9    | 10   |
| 11   | 11   | 12   | 13   | 14   | 15   | 16   | 17   |
| 12   | 18   | 19   | 20   | 21   | 22   | 23   | 24   |
| 13   | 25   | 26   | 27   | 28   | 29   | 30   | 31   |

| April | April | April | April | April | April | April | April |
| Kw    | Mo    | Di    | Mi    | Do    | Fr    | Sa    | So    |
| ----- | ----- | ----- | ----- | ----- | ----- | ----- | ----- |
| 14    | 1     | 2     | 3     | 4     | 5     | 6     | 7     |
| 15    | 8     | 9     | 10    | 11    | 12    | 13    | 14    |
| 16    | 15    | 16    | 17    | 18    | 19    | 20    | 21    |
| 17    | 22    | 23    | 24    | 25    | 26    | 27    | 28    |
| 18    | 29    | 30    |       |       |       |       |       |

| Mai | Mai | Mai | Mai | Mai | Mai | Mai | Mai |
| Kw  | Mo  | Di  | Mi  | Do  | Fr  | Sa  | So  |
| 18  |     |     | 1   | 2   | 3   | 4   | 5   |
| 19  | 6   | 7   | 8   | 9   | 10  | 11  | 12  |
| 20  | 13  | 14  | 15  | 16  | 17  | 18  | 19  |
| 21  | 20  | 21  | 22  | 23  | 24  | 25  | 26  |
| 22  | 27  | 28  | 29  | 30  | 31  |     |     |
| --- | --- | --- | --- | --- | --- | --- | --- |

| Juni | Juni | Juni | Juni | Juni | Juni | Juni | Juni |
| Kw   | Mo   | Di   | Mi   | Do   | Fr   | Sa   | So   |
| ---- | ---- | ---- | ---- | ---- | ---- | ---- | ---- |
| 22   |      |      |      |      |      | 1    | 2    |
| 23   | 3    | 4    | 5    | 6    | 7    | 8    | 9    |
| 24   | 10   | 11   | 12   | 13   | 14   | 15   | 16   |
| 25   | 17   | 18   | 19   | 20   | 21   | 22   | 23   |
| 26   | 24   | 25   | 26   | 27   | 28   | 29   | 30   |

| Juli | Juli | Juli | Juli | Juli | Juli | Juli | Juli |
| Kw   | Mo   | Di   | Mi   | Do   | Fr   | Sa   | So   |
| ---- | ---- | ---- | ---- | ---- | ---- | ---- | ---- |
| 27   | 1    | 2    | 3    | 4    | 5    | 6    | 7    |
| 28   | 8    | 9    | 10   | 11   | 12   | 13   | 14   |
| 29   | 15   | 16   | 17   | 18   | 19   | 20   | 21   |
| 30   | 22   | 23   | 24   | 25   | 26   | 27   | 28   |
| 31   | 29   | 30   | 31   |      |      |      |      |

| August | August | August | August | August | August | August | August |
| Kw     | Mo     | Di     | Mi     | Do     | Fr     | Sa     | So     |
| ------ | ------ | ------ | ------ | ------ | ------ | ------ | ------ |
| 31     |        |        |        | 1      | 2      | 3      | 4      |
| 32     | 5      | 6      | 7      | 8      | 9      | 10     | 11     |
| 33     | 12     | 13     | 14     | 15     | 16     | 17     | 18     |
| 34     | 19     | 20     | 21     | 22     | 23     | 24     | 25     |
| 35     | 26     | 27     | 28     | 29     | 30     | 31     |        |

| September | September | September | September | September | September | September | September |
| Kw        | Mo        | Di        | Mi        | Do        | Fr        | Sa        | So        |
| --------- | --------- | --------- | --------- | --------- | --------- | --------- | --------- |
| 35        |           |           |           |           |           |           | 1         |
| 36        | 2         | 3         | 4         | 5         | 6         | 7         | 8         |
| 37        | 9         | 10        | 11        | 12        | 13        | 14        | 15        |
| 38        | 16        | 17        | 18        | 19        | 20        | 21        | 22        |
| 39        | 23        | 24        | 25        | 26        | 27        | 28        | 29        |
| 40        | 30        |           |           |           |           |           |           |

| Oktober | Oktober | Oktober | Oktober | Oktober | Oktober | Oktober | Oktober |
| Kw      | Mo      | Di      | Mi      | Do      | Fr      | Sa      | So      |
| ------- | ------- | ------- | ------- | ------- | ------- | ------- | ------- |
| 40      |         | 1       | 2       | 3       | 4       | 5       | 6       |
| 41      | 7       | 8       | 9       | 10      | 11      | 12      | 13      |
| 42      | 14      | 15      | 16      | 17      | 18      | 19      | 20      |
| 43      | 21      | 22      | 23      | 24      | 25      | 26      | 27      |
| 44      | 28      | 29      | 30      | 31      |         |         |         |

| November | November | November | November | November | November | November | November |
| Kw       | Mo       | Di       | Mi       | Do       | Fr       | Sa       | So       |
| -------- | -------- | -------- | -------- | -------- | -------- | -------- | -------- |
| 44       |          |          |          |          | 1        | 2        | 3        |
| 45       | 4        | 5        | 6        | 7        | 8        | 9        | 10       |
| 46       | 11       | 12       | 13       | 14       | 15       | 16       | 17       |
| 47       | 18       | 19       | 20       | 21       | 22       | 23       | 24       |
| 48       | 25       | 26       | 27       | 28       | 29       | 30       |          |

| Dezember | Dezember | Dezember | Dezember | Dezember | Dezember | Dezember | Dezember |
| Kw       | Mo       | Di       | Mi       | Do       | Fr       | Sa       | So       |
| -------- | -------- | -------- | -------- | -------- | -------- | -------- | -------- |
| 48       |          |          |          |          |          |          | 1        |
| 49       | 2        | 3        | 4        | 5        | 6        | 7        | 8        |
| 50       | 9        | 10       | 11       | 12       | 13       | 14       | 15       |
| 51       | 16       | 17       | 18       | 19       | 20       | 21       | 22       |
| 52       | 23       | 24       | 25       | 26       | 27       | 28       | 29       |
| 1        | 30       | 31       |          |          |          |          |          |

| Januar | Januar | Januar | Januar | Januar | Januar | Januar | Januar |
| Kw     | Mo     | Di     | Mi     | Do     | Fr     | Sa     | So     |
| ------ | ------ | ------ | ------ | ------ | ------ | ------ | ------ |
| 1      |        | 1      | 2      | 3      | 4      | 5      | 6      |
| 2      | 7      | 8      | 9      | 10     | 11     | 12     | 13     |
| 3      | 14     | 15     | 16     | 17     | 18     | 19     | 20     |
| 4      | 21     | 22     | 23     | 24     | 25     | 26     | 27     |
| 5      | 28     | 29     | 30     | 31     |        |        |        |

| Februar | Februar | Februar | Februar | Februar | Februar | Februar | Februar |
| Kw      | Mo      | Di      | Mi      | Do      | Fr      | Sa      | So      |
| ------- | ------- | ------- | ------- | ------- | ------- | ------- | ------- |
| 5       |         |         |         |         | 1       | 2       | 3       |
| 6       | 4       | 5       | 6       | 7       | 8       | 9       | 10      |
| 7       | 11      | 12      | 13      | 14      | 15      | 16      | 17      |
| 8       | 18      | 19      | 20      | 21      | 22      | 23      | 24      |
| 9       | 25      | 26      | 27      | 28      |         |         |         |

| März | März | März | März | März | März | März | März |
| Kw   | Mo   | Di   | Mi   | Do   | Fr   | Sa   | So   |
| ---- | ---- | ---- | ---- | ---- | ---- | ---- | ---- |
| 9    |      |      |      |      | 1    | 2    | 3    |
| 10   | 4    | 5    | 6    | 7    | 8    | 9    | 10   |
| 11   | 11   | 12   | 13   | 14   | 15   | 16   | 17   |
| 12   | 18   | 19   | 20   | 21   | 22   | 23   | 24   |
| 13   | 25   | 26   | 27   | 28   | 29   | 30   | 31   |

| April | April | April | April | April | April | April | April |
| Kw    | Mo    | Di    | Mi    | Do    | Fr    | Sa    | So    |
| ----- | ----- | ----- | ----- | ----- | ----- | ----- | ----- |
| 14    | 1     | 2     | 3     | 4     | 5     | 6     | 7     |
| 15    | 8     | 9     | 10    | 11    | 12    | 13    | 14    |
| 16    | 15    | 16    | 17    | 18    | 19    | 20    | 21    |
| 17    | 22    | 23    | 24    | 25    | 26    | 27    | 28    |
| 18    | 29    | 30    |       |       |       |       |       |

| Mai | Mai | Mai | Mai | Mai | Mai | Mai | Mai |
| Kw  | Mo  | Di  | Mi  | Do  | Fr  | Sa  | So  |
| 18  |     |     | 1   | 2   | 3   | 4   | 5   |
| 19  | 6   | 7   | 8   | 9   | 10  | 11  | 12  |
| 20  | 13  | 14  | 15  | 16  | 17  | 18  | 19  |
| 21  | 20  | 21  | 22  | 23  | 24  | 25  | 26  |
| 22  | 27  | 28  | 29  | 30  | 31  |     |     |
| --- | --- | --- | --- | --- | --- | --- | --- |

| Juni | Juni | Juni | Juni | Juni | Juni | Juni | Juni |
| Kw   | Mo   | Di   | Mi   | Do   | Fr   | Sa   | So   |
| ---- | ---- | ---- | ---- | ---- | ---- | ---- | ---- |
| 22   |      |      |      |      |      | 1    | 2    |
| 23   | 3    | 4    | 5    | 6    | 7    | 8    | 9    |
| 24   | 10   | 11   | 12   | 13   | 14   | 15   | 16   |
| 25   | 17   | 18   | 19   | 20   | 21   | 22   | 23   |
| 26   | 24   | 25   | 26   | 27   | 28   | 29   | 30   |

| Juli | Juli | Juli | Juli | Juli | Juli | Juli | Juli |
| Kw   | Mo   | Di   | Mi   | Do   | Fr   | Sa   | So   |
| ---- | ---- | ---- | ---- | ---- | ---- | ---- | ---- |
| 27   | 1    | 2    | 3    | 4    | 5    | 6    | 7    |
| 28   | 8    | 9    | 10   | 11   | 12   | 13   | 14   |
| 29   | 15   | 16   | 17   | 18   | 19   | 20   | 21   |
| 30   | 22   | 23   | 24   | 25   | 26   | 27   | 28   |
| 31   | 29   | 30   | 31   |      |      |      |      |

| August | August | August | August | August | August | August | August |
| Kw     | Mo     | Di     | Mi     | Do     | Fr     | Sa     | So     |
| ------ | ------ | ------ | ------ | ------ | ------ | ------ | ------ |
| 31     |        |        |        | 1      | 2      | 3      | 4      |
| 32     | 5      | 6      | 7      | 8      | 9      | 10     | 11     |
| 33     | 12     | 13     | 14     | 15     | 16     | 17     | 18     |
| 34     | 19     | 20     | 21     | 22     | 23     | 24     | 25     |
| 35     | 26     | 27     | 28     | 29     | 30     | 31     |        |

| September | September | September | September | September | September | September | September |
| Kw        | Mo        | Di        | Mi        | Do        | Fr        | Sa        | So        |
| --------- | --------- | --------- | --------- | --------- | --------- | --------- | --------- |
| 35        |           |           |           |           |           |           | 1         |
| 36        | 2         | 3         | 4         | 5         | 6         | 7         | 8         |
| 37        | 9         | 10        | 11        | 12        | 13        | 14        | 15        |
| 38        | 16        | 17        | 18        | 19        | 20        | 21        | 22        |
| 39        | 23        | 24        | 25        | 26        | 27        | 28        | 29        |
| 40        | 30        |           |           |           |           |           |           |

| Oktober | Oktober | Oktober | Oktober | Oktober | Oktober | Oktober | Oktober |
| Kw      | Mo      | Di      | Mi      | Do      | Fr      | Sa      | So      |
| ------- | ------- | ------- | ------- | ------- | ------- | ------- | ------- |
| 40      |         | 1       | 2       | 3       | 4       | 5       | 6       |
| 41      | 7       | 8       | 9       | 10      | 11      | 12      | 13      |
| 42      | 14      | 15      | 16      | 17      | 18      | 19      | 20      |
| 43      | 21      | 22      | 23      | 24      | 25      | 26      | 27      |
| 44      | 28      | 29      | 30      | 31      |         |         |         |

| November | November | November | November | November | November | November | November |
| Kw       | Mo       | Di       | Mi       | Do       | Fr       | Sa       | So       |
| -------- | -------- | -------- | -------- | -------- | -------- | -------- | -------- |
| 44       |          |          |          |          | 1        | 2        | 3        |
| 45       | 4        | 5        | 6        | 7        | 8        | 9        | 10       |
| 46       | 11       | 12       | 13       | 14       | 15       | 16       | 17       |
| 47       | 18       | 19       | 20       | 21       | 22       | 23       | 24       |
| 48       | 25       | 26       | 27       | 28       | 29       | 30       |          |

| Dezember | Dezember | Dezember | Dezember | Dezember | Dezember | Dezember | Dezember |
| Kw       | Mo       | Di       | Mi       | Do       | Fr       | Sa       | So       |
| -------- | -------- | -------- | -------- | -------- | -------- | -------- | -------- |
| 48       |          |          |          |          |          |          | 1        |
| 49       | 2        | 3        | 4        | 5        | 6        | 7        | 8        |
| 50       | 9        | 10       | 11       | 12       | 13       | 14       | 15       |
| 51       | 16       | 17       | 18       | 19       | 20       | 21       | 22       |
| 52       | 23       | 24       | 25       | 26       | 27       | 28       | 29       |
| 1        | 30       | 31       |          |          |          |          |          |

## Ereignisse

### Politik und Weltgeschehen

#### Koalitionskriege in Europa
- 17. März: Frankreichs Herrscher Napoleon Bonaparte wird in Personalunion König im Königreich Italien. Die aufgelöste Cisalpinische Republik wird hier territorial eingegliedert.
- 5. April: Napoleon Bonaparte macht in den Niederlanden Rutger Jan Schimmelpenninck zum neuen Oberhaupt der Batavischen Republik.
- 11. April: Bündnis Russland-Großbritannien gegen Frankreich
- 26. Mai: Napoleon Bonaparte setzt sich in Mailand die Eiserne Krone der Langobarden (Lombardei) auf.
- 4. Juni: Die Ligurische Republik mit ihrer Hauptstadt Genua wird ebenso wie das angrenzende norditalienische Herzogtum Parma in das französische Kaiserreich eingegliedert.

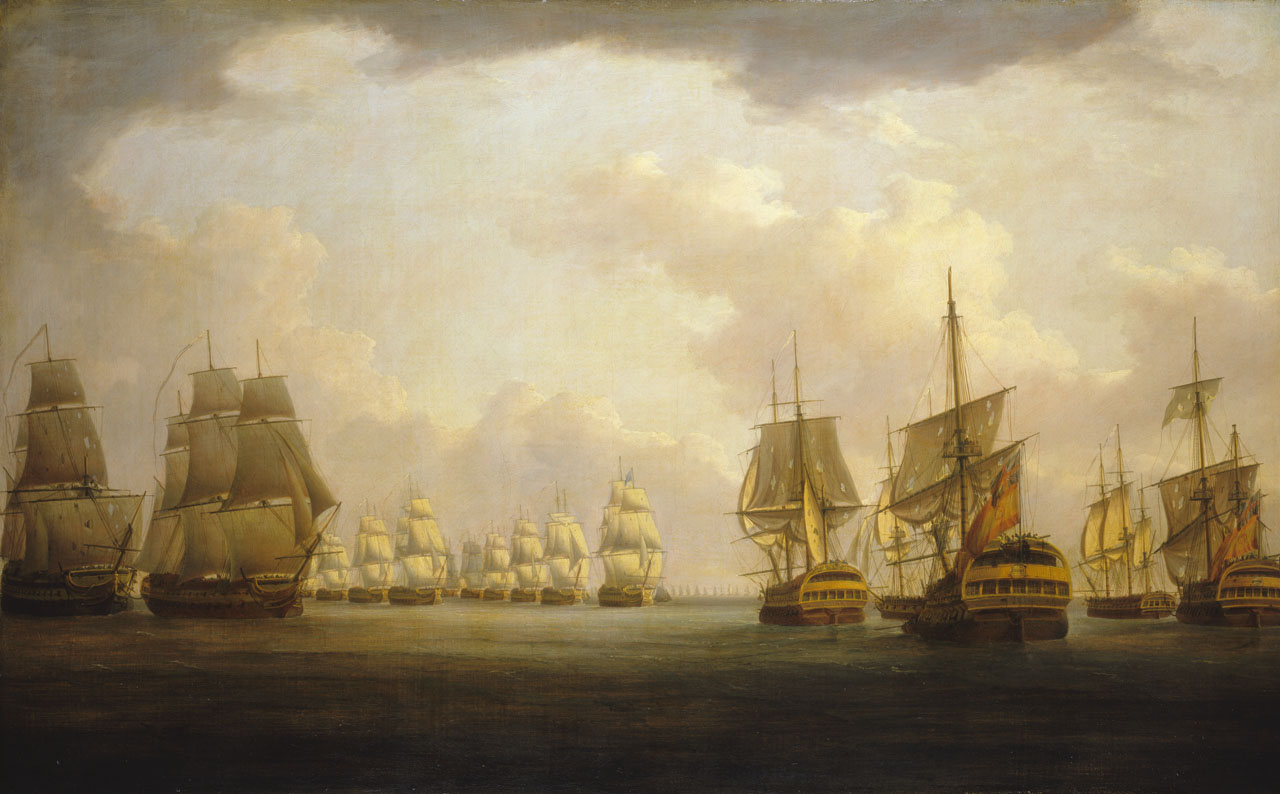
Schlacht von Kap Finisterre, William Anderson

- 22. Juli: In der Schlacht bei Kap Finisterre unterbinden im Dritten Koalitionskrieg Schiffe der Royal Navy unter Vizeadmiral Sir Robert Calders Befehl das Eindringen einer von Pierre de Villeneuve geführten französisch-spanischen Flotte in den Ärmelkanal.
- 9. August: Die dritte Koalition gegen Frankreich entsteht. Ihr gehören Österreich, Großbritannien, Russland, Schweden und das stark dezimierte Königreich Sardinien-Piemont an.
- 25. August: Im geheimen Bogenhausener Vertrag kehrt das Kurfürstentum Bayern seinen Bündnispartnern Österreich und Russland im Dritten Koalitionskrieg den Rücken und wechselt an die Seite Frankreichs. Der Vertrag ebnet den Weg zum Königreich Bayern.
- 8. September: Österreichische Truppen dringen in Bayern ein. Das löst 15 Tage später die Kriegserklärung Frankreichs an Österreich aus. Der Dritte Koalitionskrieg zieht mit dem Einmarsch herauf.
- 25. September: Napoleon Bonaparte überquert mit seiner Armee den Rhein.

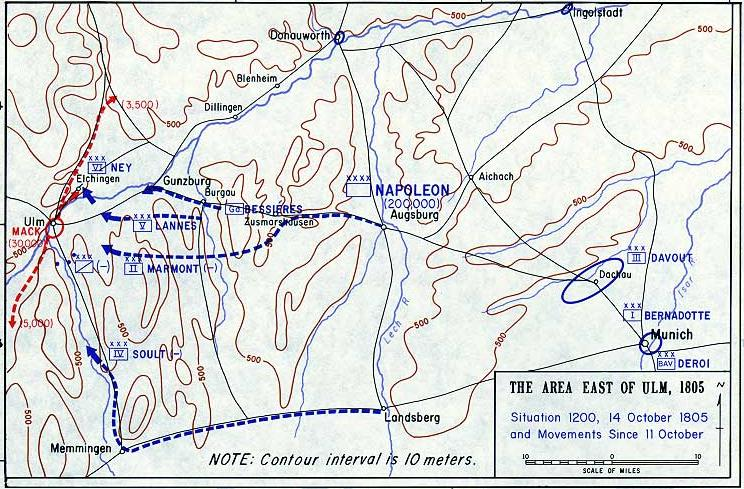
Schlacht von Elchingen

- 14. Oktober: In der Schlacht von Elchingen siegen die Franzosen unter Michel Ney über das österreichische Heer unter Karl Mack von Leiberich.

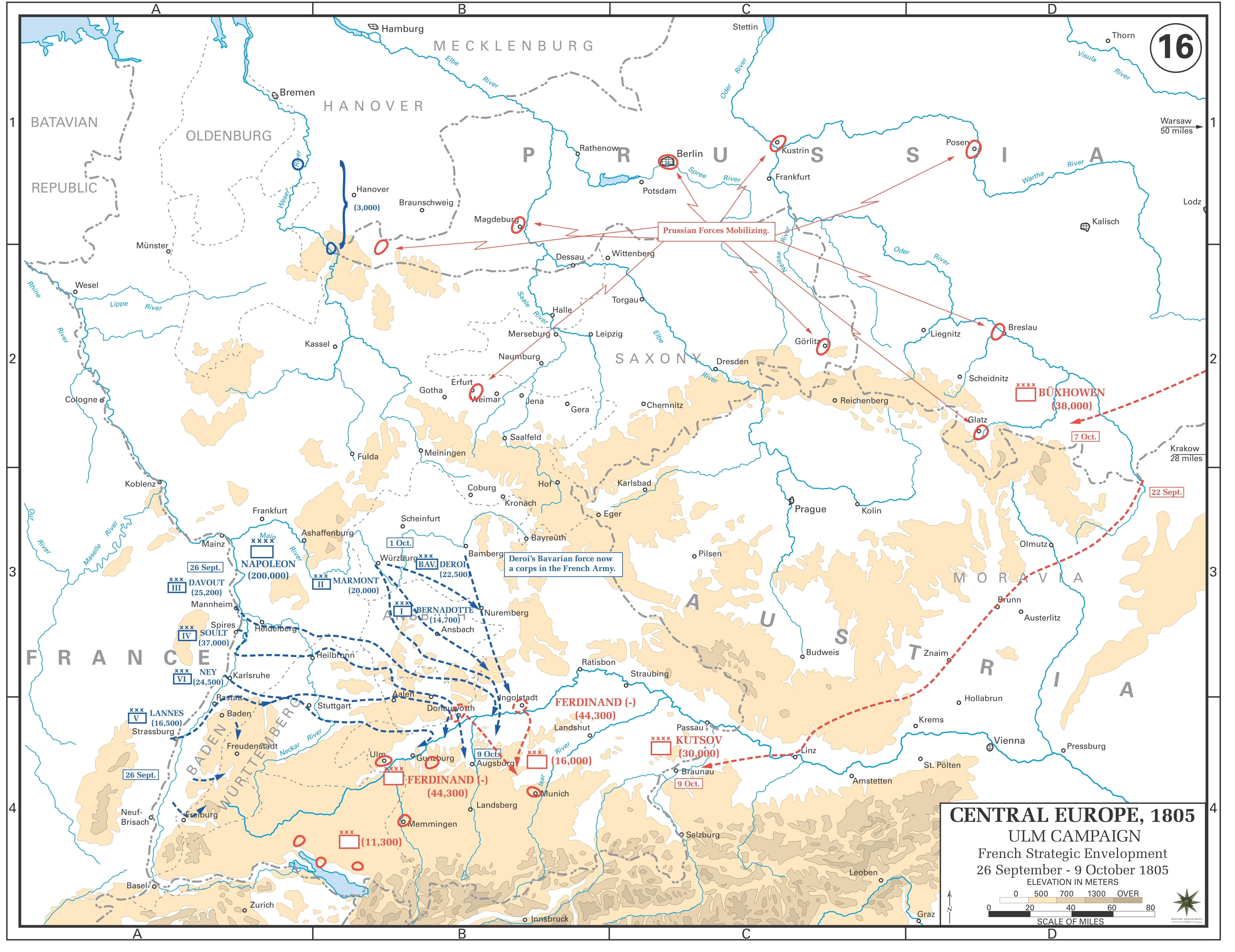
Kampagne von Ulm

- 15. Oktober: Einen Tag nach der Schlacht von Elchingen im Dritten Koalitionskrieg trifft Napoleon Bonaparte dort ein und führt Kapitulationsverhandlungen mit dem österreichischen Feldmarschall Karl Mack von Leiberich, dessen Heer um Ulm von den französischen Truppen unter Michel Ney eingekreist ist.
- 16. bis 19. Oktober: In der aus mehreren Gefechten bestehenden Schlacht bei Ulm gelingt ein entscheidender Sieg der Franzosen unter Napoleon Bonaparte und die Gefangennahme eines Teils der gegnerischen Armee.

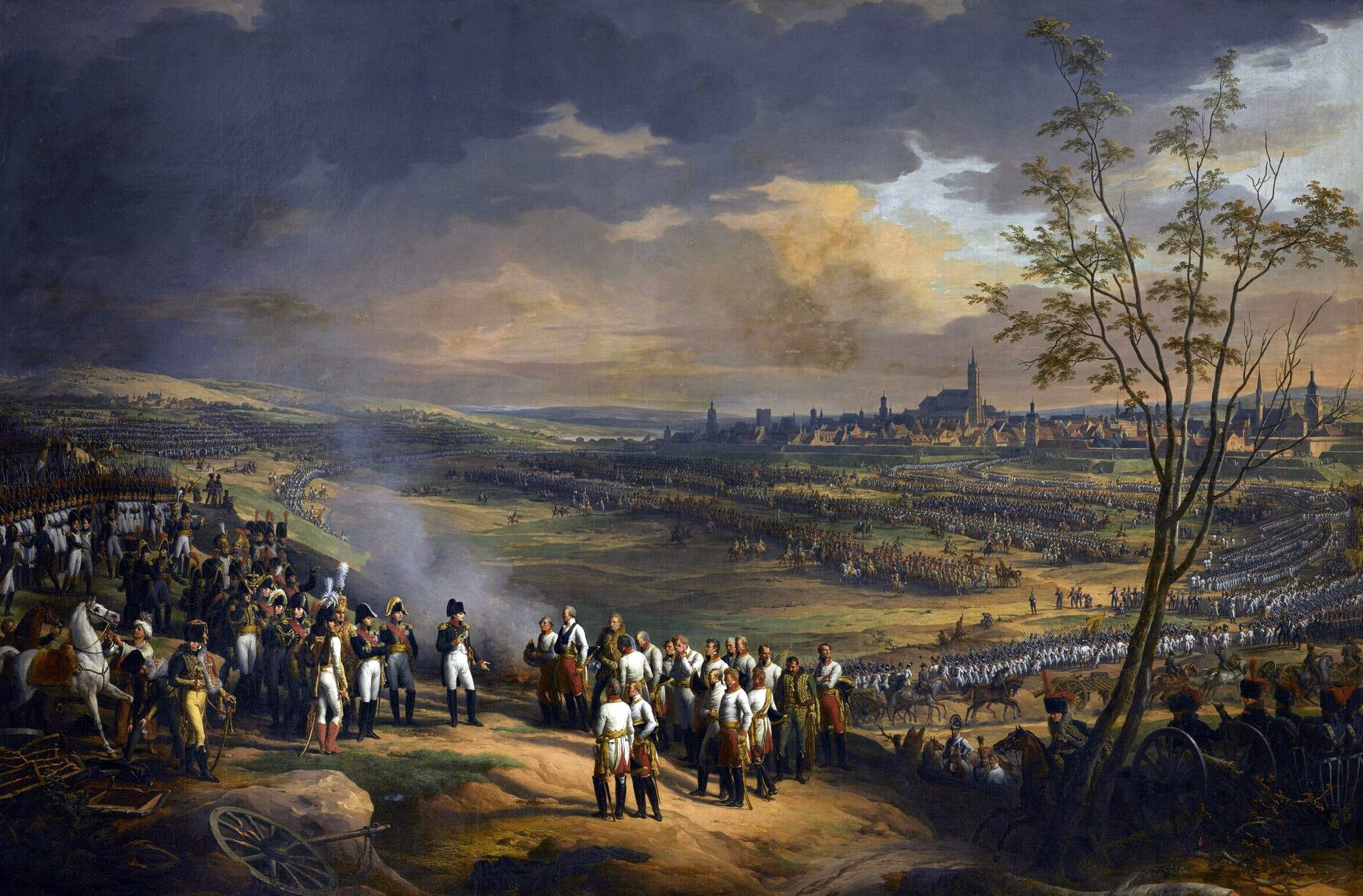
Ölgemälde Die Kapitulation von Ulm von Charles Thévenin

- 17. Oktober: Karl Mack von Leiberich kapituliert in Ulm mit den Resten der geschlagenen österreichischen Armee im Dritten Koalitionskrieg gegenüber französischen Truppen unter Napoleon Bonaparte.

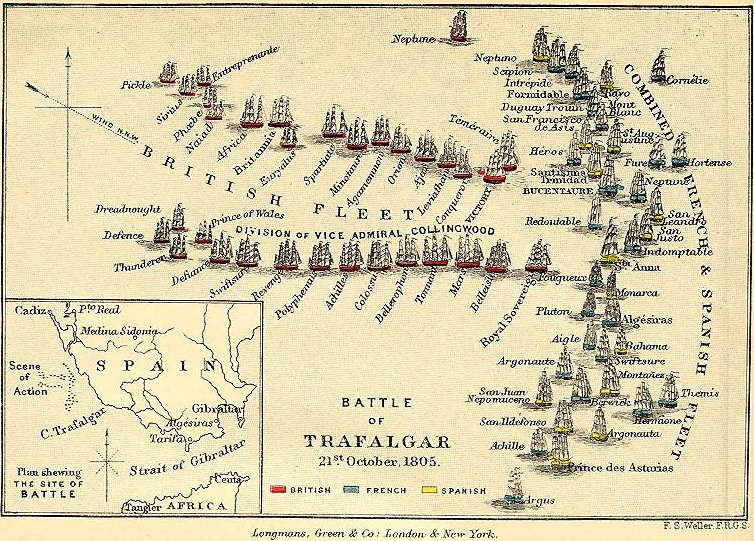
Schlachtaufstellung von Trafalgar

- 21. Oktober: In der Schlacht von Trafalgar fällt zwar der britische Vizeadmiral Horatio Nelson, dennoch gelingt ihm ein entscheidender Sieg über die französisch-spanische Flotte unter  Vizeadmiral Pierre de Villeneuve und vereitelt damit endgültig Napoleons Pläne für eine Invasion der Britischen Inseln. Die Seeschlacht vor dem Kap Trafalgar bei Cadiz legt die Grundlage für die mehr als ein Jahrhundert dauernde britische Vorherrschaft zur See.
- 25. Oktober: Zar Alexander I. in Berlin
- 3. November: Preußisch-russisches Bündnis (Vertrag von Potsdam)
- 11. November: In der Schlacht bei Dürnstein siegen Russen und Österreicher über französische Truppen.

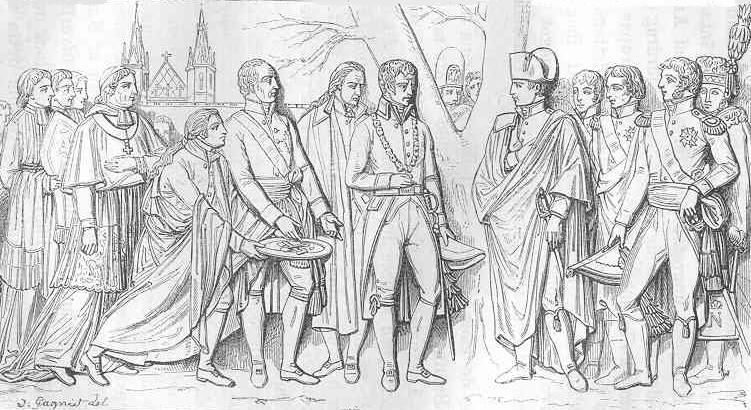
Napoleons Einzug in Wien

- 13. November: Koalitionskrieg: Die Armee von Napoleon Bonaparte nimmt Wien ein. Die Truppen rücken kampflos in die Stadt ein.
- 16. November: In der Schlacht bei Hollabrunn und Schöngrabern misslingt der Versuch der französischen Armee unter Marschall Joachim Murat, eine Vereinigung russischer und österreichischer Truppen im Dritten Koalitionskrieg zu unterbinden. In der danach folgenden Schlacht bei Austerlitz kämpfen die Verbündeten vereint.

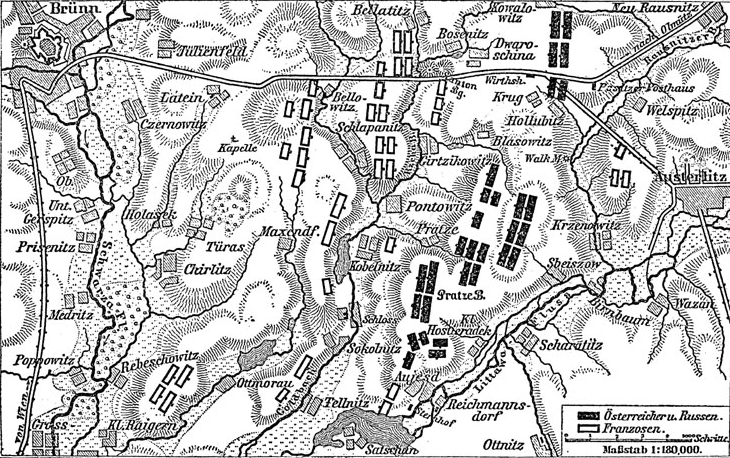
Schlacht bei Austerlitz, taktische Darstellung

- 2. Dezember: In der Dreikaiserschlacht bei Austerlitz siegt Napoleon über die Österreicher unter Kaiser Franz II. und die Russen unter Zar Alexander I.
- 15. Dezember: Im Vertrag von Schönbrunn zwischen Preußen und Frankreichs Herrscher Napoleon Bonaparte werden Gebietsveränderungen geregelt. Preußen überlässt Frankreich das Fürstentum Ansbach, Kleve und des Fürstentum Neuenburg und erhält dafür das Kurfürstentum Hannover, das allerdings zum englischen Königshaus gehört.
- 26. Dezember: Friede von Pressburg zwischen Österreich und Frankreich
- 31. Dezember: Französischer Revolutionskalender: Sein letzter Gültigkeitstag bricht an.

#### Osmanisches Reich
- 13. Mai: Muhammad Ali Pascha, osmanischer General, wird von der Kairoer ʿUlamā' zum Gouverneur der Provinz Ägypten gewählt. Der bisherige Amtsinhaber Hurschid Pascha hat sich bei der Bevölkerung wegen hoher Steuern unbeliebt gemacht. Er weigert sich, das Amt abzugeben, zieht sich mit seinen Truppen in die Stadtzitadelle zurück und verbarrikadiert sich dort, bis am 9. Juli das Dekret des Sultans eintrifft, das Muhammad Ali zu Ägyptens osmanischem Gouverneur macht. Muhammad Ali gründet in weiterer Folge eine eigene Dynastie in Ägypten.
- In der Schlacht von Ivankovac feiern die nach Unabhängigkeit strebenden Serben unter Đorđe Petrović einen ersten Sieg im Ersten Serbischen Aufstand.

#### Karibik
- Frankreich erobert die Insel Dominica zum zweiten Mal.

#### Vereinigte Staaten von Amerika

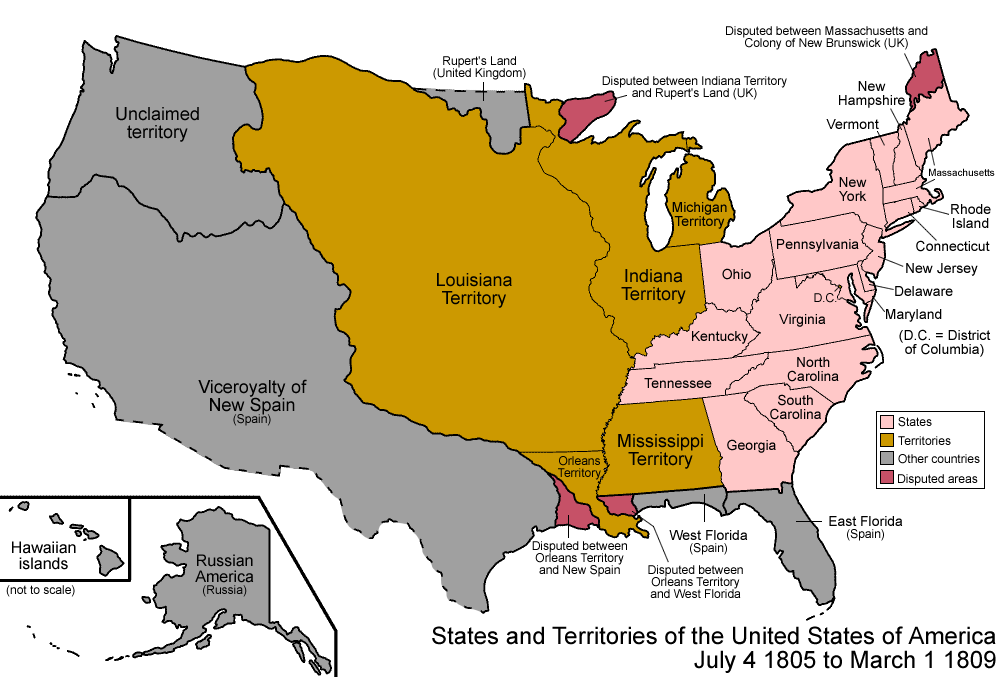
Vereinigte Staaten 1805-09

- 4. Juli: Aus einem Teil des beim Louisiana Purchase von Frankreich gekauften Gebietes bilden die Vereinigten Staaten das Louisiana-Territorium.

#### Indien
- 22. Februar: Im Zweiten Marathenkriegs endet die Belagerung von Bharatpur mit einem Sieg der Britischen Ostindien-Kompanie.

### Wissenschaft und Technik

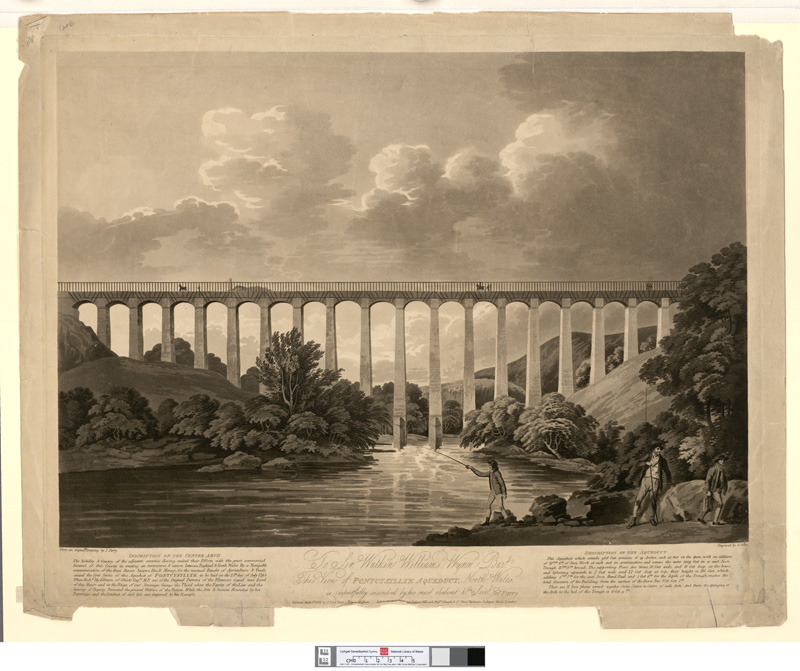
Pontcysyllte Aqueduct, Darstellung 1806

- 26. November: Das Pontcysyllte-Aquädukt in Wales wird eröffnet. Es ist das längste und höchste Aquädukt in Großbritannien.
- Joseph-Marie Jacquard stellt in Paris seine Lochkartengesteuerte Webmaschine vor, was sich als entscheidender Auslöser der Industriellen Revolution erweist.
- Ignaz Edler von Mitis entdeckt das Schweinfurter Grün.

### Wirtschaft
- Henri-Louis Pernod gründet eine Destillerie, das heutige Unternehmen Pernod.
- Der Deutsche Johann Gottlieb Ulrich gründet in Warschau einen Gartenbaubetrieb, der sich unter dem Namen Zakłady Ogrodnicze „C. Ulrich“ zur größten Gärtnerei Polens entwickelt.

### Kultur und Gesellschaft

#### Bildende Kunst
- Die Pennsylvania Academy of the Fine Arts wird auf Initiative von Charles Willson Peale gegründet. Zu den Gründungsmitgliedern gehören unter anderem Rembrandt Peale und William Rush.

#### Musik und Theater

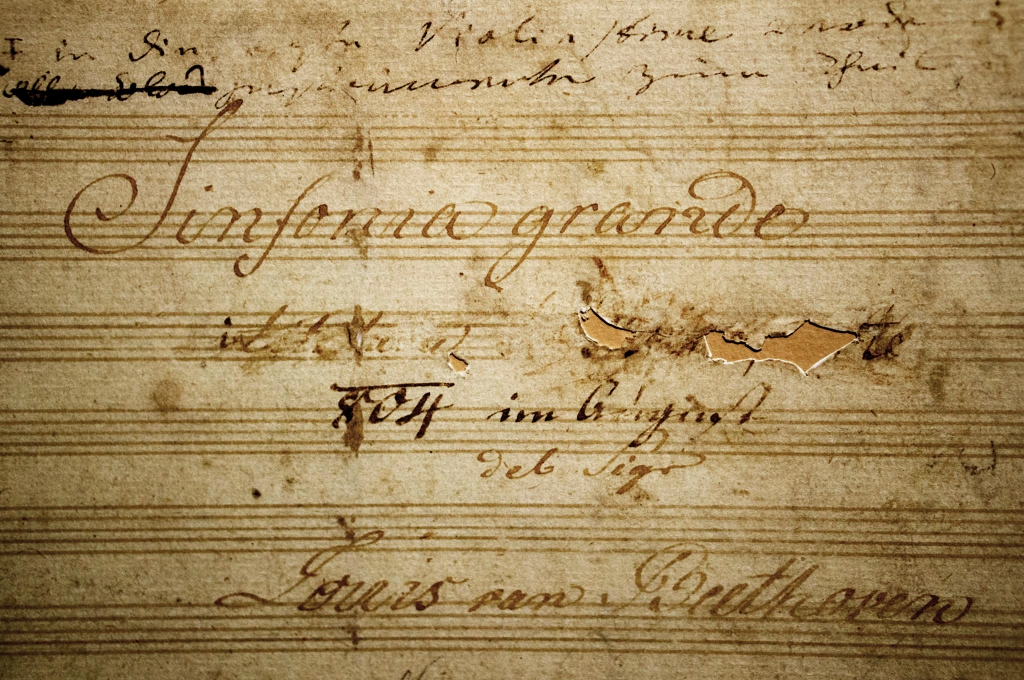
Titelblatt der Eroica

- 7. April: Die 3. Sinfonie (Eroica) von Ludwig van Beethoven wird im Theater an der Wien unter der Leitung des Komponisten erstmals öffentlich aufgeführt.
- 9. Mai: Die Uraufführung der Oper Délia et Verdikan von Henri Montan Berton findet an der Opéra-Comique in Paris statt.
- 20. November: Die Uraufführung der ersten Version von Ludwig van Beethovens einziger Oper Fidelio erfolgt am Theater an der Wien in Wien unter der Leitung von Ignaz von Seyfried. Carl Demmer, Anna Milder und Joseph Rothe singen die Hauptrollen.

#### Sonstiges
- 22. April: William Motherby lädt am Geburtstag des im Vorjahr verstorbenen Immanuel Kant die 22 Teilnehmer von Kants letzter Geburtstagsfeier zu einem „Erinnerungsfeste“ in Kants Wohnhaus in Königsberg ein und begründet damit die Gesellschaft der Freunde Kants.
- 15. Mai: In der Auslage des Fleischerladens von Johann Georg Lahner in Wien hängen erstmals die neu kreierten Frankfurter oder Wiener Würstchen.
- 17. August: Bei der Burg Unspunnen bei Interlaken wird das erste Unspunnenfest abgehalten. Dabei wird erstmals ein Unspunnenstein zum Steinstossen verwendet.

### Religion
- Die Fürstabtei St. Gallen wird aufgehoben.

### Katastrophen
- 5. Februar: Der britische Ostindienfahrer Earl of Abergavenny sinkt vor Weymouth (England), nachdem er zuvor durch die Strandung auf einer Sandbank beschädigt wurde. 261 der 405 Menschen an Bord sterben, darunter der Kapitän John Wordsworth, ein Bruder des Dichters William Wordsworth.
- 26. Juli: Ein Mittelitalien von Neapel bis Campobasso heimsuchendes Erdbeben fordert nach Schätzungen über 26.000 Tote.
- 14. Dezember: Bei einem Brand im Stift Melk in Niederösterreich sterben etwa zwei- bis dreihundert russische Kriegsgefangene, die seit der Schlacht von Austerlitz in der Nordbastei des Stiftes interniert waren.

### Sport
- Das Cricket-Match Eton v Harrow wird zum ersten Mal ausgetragen.

## Geboren

### Januar/Februar
- 03. Januar: Ludwig Dindorf, deutscher Altphilologe († 1871)
- 05. Januar: Per Gustaf Berg, schwedischer Verleger († 1889)
- 06. Januar: Charles J. Jenkins, Gouverneur von Georgia († 1883)
- 08. Januar: John Bigler, 3. Gouverneur von Kalifornien († 1871)
- 11. Januar: Peter Johann Nepomuk Geiger, Maler und Zeichner († 1880)
- 15. Januar: Louise Bertin, französische Komponistin († 1877)
- 19. Januar: Karl Heinrich Adelbert Lipsius, deutscher evangelisch-lutherischer Theologe und Pädagoge († 1861)
- 23. Januar: Tommaso Vallauri, italienischer Philologe und Professor der Rhetorik († 1897)
- 27. Januar: Sophie Friederike von Bayern (Sophie von Österreich), Tochter von König Maximilian I. von Bayern († 1872)
- 27. Januar: Maria Anna Leopoldine, Tochter von König Maximilian I. von Bayern, Königin von Sachsen († 1877)
- 01. Februar: Samuel Earnshaw, englischer Geistlicher, Physiker und Mathematiker († 1888)
- 02. Februar: Alphonse Gilbert, französischer Komponist und Organist († 1870)
- 02. Februar: Johann Baptist Sonderland, deutscher Maler und Radierer († 1878)
- 03. Februar: Otto Theodor von Manteuffel, preußischer Politiker († 1882)
- 04. Februar: James William Harrison Ainsworth, englischer Autor († 1882)
- 05. Februar: Friedrich Wilhelm Otto, deutscher klassischer Philologe († 1866)
- 08. Februar: Louis-Auguste Blanqui, französischer, revolutionärer und sozialistischer Theoretiker († 1881)
- 13. Februar: Peter Gustav Lejeune Dirichlet, deutscher Mathematiker († 1859)
- 14. Februar: Francis Valentine Woodhouse, Apostel der Katholisch-Apostolischen Kirche († 1901)
- 16. Februar: Heinrich von Hofstätter, Bischof von Passau († 1875)
- 21. Februar: Theodor Hartig, Gründer des Arboretum Riddagshausen († 1880)
- 21. Februar: David Tod, US-amerikanischer Politiker († 1868)
- 22. Februar: Sarah Flower Adams, englische Dichterin († 1848)
- 23. Februar: Peter Jakob Felber, Schweizer Mediziner, Journalist und Politiker († 1872)

### März/April
- 02. März: Alexander Carl, Herzog von Anhalt-Bernburg († 1863)
- 03. März: Jonas Furrer, Schweizer Politiker († 1861)
- 04. März: Friedrich Wilhelm Walther von Walderstötten, königlich bayerischer General der Infanterie und Kartograf († 1889)
- 05. März: Théodore Labarre, französischer Harfenvirtuose und Komponist († 1870)
- 07. März: Franz Theodor Wangenheim, deutscher Schriftsteller († 1848)
- 14. März: August Soller, Architekt und Schinkelschüler († 1853)
- 14. März: Eduard Graf Clam-Gallas, österreichischer General († 1891)
- 16. März: Ernst von Lasaulx, deutscher klassischer Philologe, Geschichtsphilosoph und Politiker († 1861)
- 17. März: Manuel Patricio Rodríguez García, spanischer Opernsänger, Gesangslehrer und Musikpädagoge († 1906)
- 19. März: Pětr Młónk, sorbischer Volksdichter († 1887)
- 22. März: Jurij Mihevec, slowenischer Komponist († 1882)
- 31. März: Abel Burckhardt, Schweizer Pfarrer und Komponist († 1882)
- 01. April: Johanna Etienne, Gründerin der Neusser Augustinerinnen († 1881)

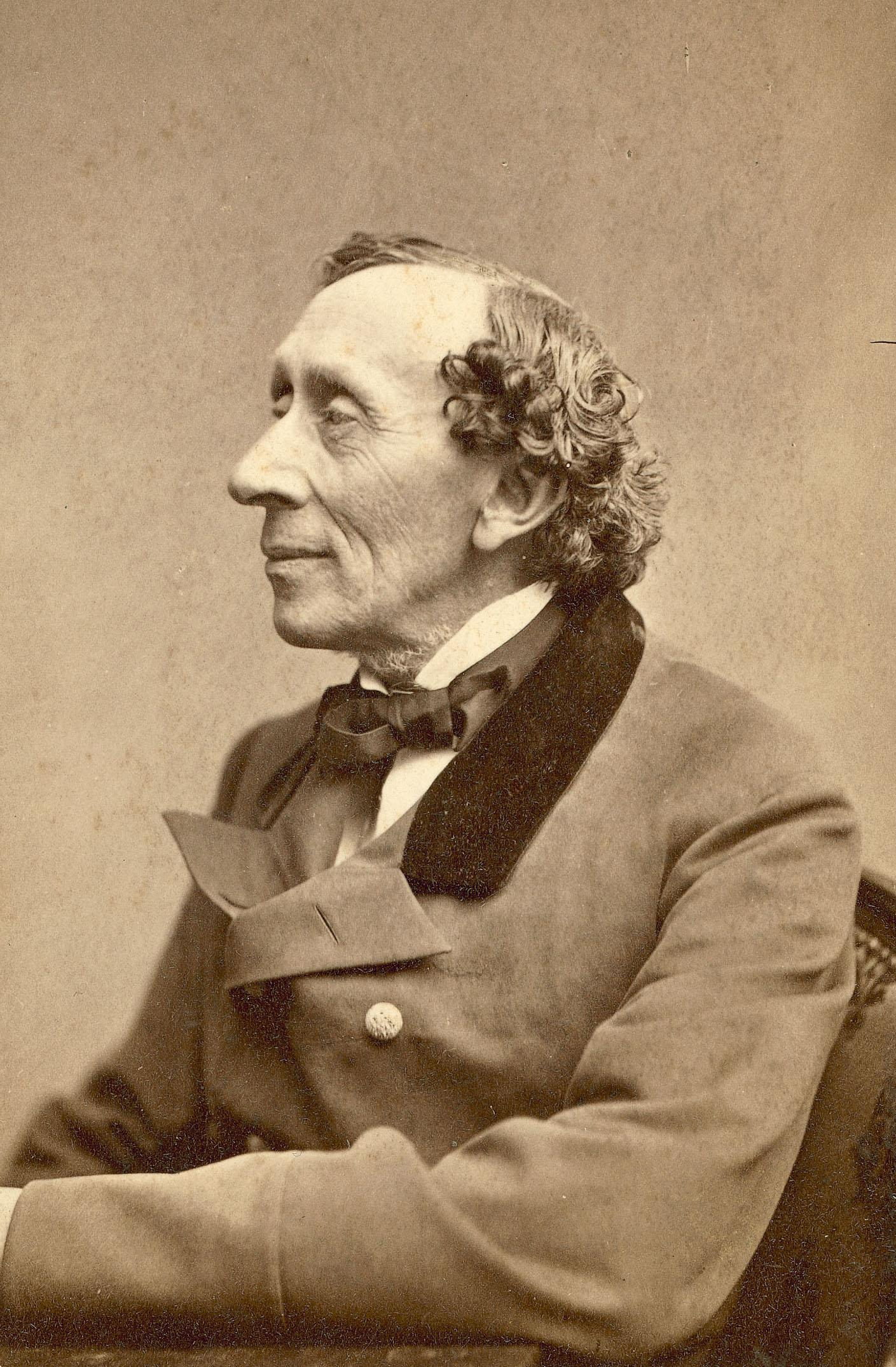
Hans Christian Andersen

- 02. April: Hans Christian Andersen, dänischer Dichter und Schriftsteller († 1875)
- 05. April: Julius Freudenthal, deutscher Komponist und Numismatiker († 1874)

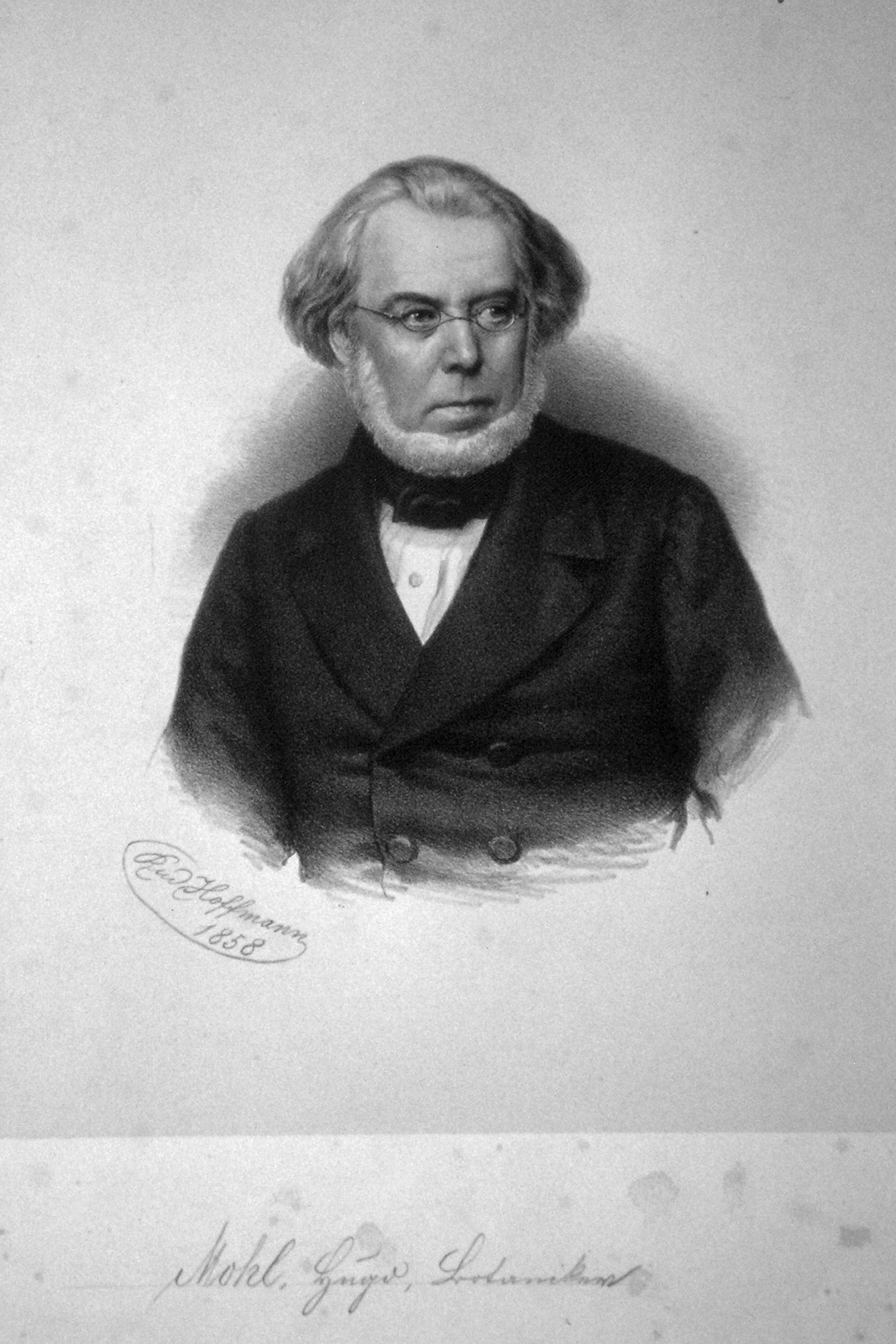
Hugo von Mohl, 1858

- 08. April: Hugo von Mohl, deutscher Botaniker († 1872)
- 08. April: Fidel von Baur-Breitenfeld, Offizier und württembergischer Kriegsminister († 1882)
- 10. April: Eduard Daege, deutscher Maler († 1883)
- 10. April: Karl Wilhelm Knochenhauer, deutscher Pädagoge, Rektor und Physiker († 1875)
- 12. April: Johannes Zeltner, Fabrikant und Unternehmer, Ehrenbürger in Wittenberg († 1882)
- 15. April: Edmund Strother Dargan, US-amerikanischer Politiker († 1879)
- 20. April: Franz Xaver Winterhalter, deutscher Porträtmaler und Lithograf († 1873)
- 22. April: Johann Philipp Holzmann, Bauunternehmer und Gründer der Baufirma Philipp Holzmann AG († 1870)
- 23. April: Karl Rosenkranz, deutscher Philosoph und Hegel-Biograph († 1879)
- 26. April: Julius Rockwell, US-amerikanischer Politiker († 1888)
- 27. April: Hines Holt, US-amerikanischer Politiker († 1865)
- 28. April: Henri-Auguste Barbier, französischer Schriftsteller († 1882)
- 28. April: Heinrich Kurz, deutscher Literaturhistoriker († 1873)
- 29. April: Ludwig Schneider, deutscher Schauspieler und Schriftsteller († 1878)

### Mai/Juni
- 01. Mai: Johann Jacoby, preußischer Politiker und führender deutscher Radikaldemokrat († 1877)
- 05. Mai: José Ballivián, Präsident von Bolivien († 1852)
- 10. Mai: Alexander Braun, deutscher Botaniker († 1877)
- 11. Mai: Friedrich Heinrich Eduard Kochhann, Berliner Politiker († 1890)
- 11. Mai: Philipp von Foltz, deutscher Maler († 1877)
- 14. Mai: Johann Peter Emilius Hartmann, dänischer Komponist († 1900)
- 16. Mai: Alexander Burnes, britischer Reisender und Entdecker († 1841)
- 20. Mai: Michael Aigner, österreichischer Kupferstecher († 1861)
- 20. Mai: Georg Gottfried Gervinus, deutscher Historiker und nationalliberaler Politiker († 1871)
- 23. Mai: Heinrich Buff, deutscher Physiker und Chemiker († 1878)
- 24. Mai: Pierre Adolphe  Lesson, französischer Arzt, Anthropologe und Naturforscher († 1888)
- 05. Juni: Samuel Adams, US-amerikanischer Politiker († 1850)
- 05. Juni: Jacob Niclas Ahlström, schwedischer Kapellmeister und Komponist († 1857)
- 05. Juni: Peter Clodt von Jürgensburg, russischer Bildhauer († 1867)
- 07. Juni: Karl Fichtner, Schauspieler († 1873)
- 09. Juni: José de la Trinidad Francisco Cabañas Fiallos, Staatschef von Honduras († 1871)
- 10. Juni: Victor Baltard, französischer Architekt († 1874)
- 12. Juni: Henriette Carl, eine deutsche Opernsängerin in der Stimmlage Sopran († 1890)
- 12. Juni: Alexander von Schoeller, österreichischer Großindustrieller und Bankier († 1886)
- 14. Juni: Robert Anderson, US-amerikanischer Generalmajor († 1871)
- 17. Juni: Christian Friedrich Ludwig Buschmann, deutscher Musikinstrumentenbauer († 1864)
- 22. Juni: Juan Arolas, spanischer Dichter († 1849)
- 22. Juni: Carl Oesterley senior, deutscher Maler († 1891)
- 22. Juni: Giuseppe Mazzini, italienischer Nationalist und Gründer des „Jungen Italiens“ († 1872)
- 22. Juni: Ida Hahn-Hahn, deutsche Schriftstellerin und Lyrikerin († 1880)
- 23. Juni: Friedrich Drake, deutscher Bildhauer und Architekt († 1882)
- 27. Juni: Napoléon Coste, französischer Gitarrist († 1883)
- 28. Juni: František Cyril Kampelík, tschechischer Volksaufklärer und Begründer der Selbsthilfe-Genossenschaften († 1872)
- 28. Juni: Adolph Schroedter, deutscher Maler und Grafiker († 1875)
- 29. Juni: Charles Théobald de Choiseul-Praslin, französischer Adliger und Mörder († 1847)

### Juli/August
- 05. Juli: Robert FitzRoy, britischer Marineoffizier, Meteorologe und Gouverneur von Neuseeland († 1865)
- 06. Juli: Heinrich Strack, deutscher Architekt († 1880)
- 14. Juli: Maximilian Joseph Auer, deutscher Porzellanmaler († 1878)
- 15. Juli: Johann Heinrich Deinhardt, deutscher Pädagoge († 1867)
- 16. Juli: Johann Christoph Blumhardt, deutscher Pfarrer und evangelischer Theologe († 1880)
- 17. Juli: Guido von Usedom, preußischer Diplomat († 1884)
- 18. Juli: Johann Gustav Stickel, deutscher evangelischer Theologe, Orientalist und Numismatiker († 1896)
- 21. Juli: Christian August Berkholz, deutsch-baltischer Geistlicher und Pädagoge († 1889)
- 22. Juli: Rudolf von Feistmantel, österreichischer Forstwissenschaftler († 1871)
- 26. Juli: Claude Félix Abel Niépce de Saint-Victor, französischer Chemiker, Erfinder und Fotograf († 1870)
- 28. Juli: Samuel Price, US-amerikanischer Politiker († 1884)
- 29. Juli: Alexis de Tocqueville, französischer Publizist und Politiker († 1859)
- 31. Juli: August Siebert, deutscher Mediziner († 1855)
- 02. August: Heinrich Berges, deutscher Bildhauer († 1852)
- 04. August: William Rowan Hamilton, irisch-englischer Mathematiker und Physiker († 1865)
- 10. August: Sophie Gräfin von Hatzfeldt, erste „rote Gräfin“ der deutschen Geschichte († 1881)
- 10. August: Ferenc Toldy, ungarischer Literarhistoriker († 1875)
- 12. August: Johann Karl Rodbertus, deutscher Ökonom, Begründer des Staatssozialismus († 1875)
- 13. August: Robert Rantoul, US-amerikanischer Politiker († 1852)
- 16. August: Amancio Alcorta, argentinischer Komponist und Politiker († 1862)
- 19. August: Jules Barthélemy-Saint-Hilaire, französischer Gelehrter und Staatsmann († 1895)
- 19. August: Josef Danhauser, österreichischer Maler und Grafiker († 1845)
- 21. August: August Bournonville, dänischer Tänzer und Choreograf († 1879)
- 21. August: Friedrich Wilhelm Rettberg, deutscher evangelischer Theologe, Philosoph und Kirchenhistoriker († 1849)
- 23. August: Anton von Schmerling, österreichischer Politiker und Jurist († 1893)
- 24. August: Gustav von Manstein, preußischer General der Infanterie († 1877)
- 29. August: William Gannaway Brownlow, US-amerikanischer Politiker († 1877)

### September/Oktober
- 01. September: Karl Ludwig Friedrich von Hinckeldey, unter Friedrich Wilhelm IV. Polizeipräsident in Berlin († 1856)
- 02. September: Esteban Echeverría, argentinischer Dichter († 1851)
- 03. September: Isaac S. Pennybacker, US-amerikanischer Politiker († 1847)
- 05. September: James W. Flanagan, US-amerikanischer Politiker († 1887)
- 07. September: Modest Bogdanowitsch, russischer Generalleutnant und Militärschriftsteller († 1882)
- 11. September: Friedrich von Bothmer, bayerischer General der Infanterie († 1886)
- 17. September: Karl Otto von Raumer, preußischer Staatsmann († 1859)
- 18. September: John Stevens Cabot Abbott, US-amerikanischer Geistlicher und Schriftsteller († 1877)
- 18. September: Bernhard Brand von Lindau, preußischer Jurist († 1856)
- 27. September: Georg Müller, deutscher Missionar († 1898)
- 02. Oktober: Carl Theodor Barth, deutscher Jurist und demokratischer Publizist († 1837)
- 10. Oktober: Peter Beising, deutscher Theologe († 1896)
- 11. Oktober: Gustav von Struve, deutscher Politiker und Revolutionär († 1870)
- 17. Oktober: Carl Friedrich Gottlob Foertsch, deutscher Klassischer Philologe und Gymnasiallehrer († 1878)

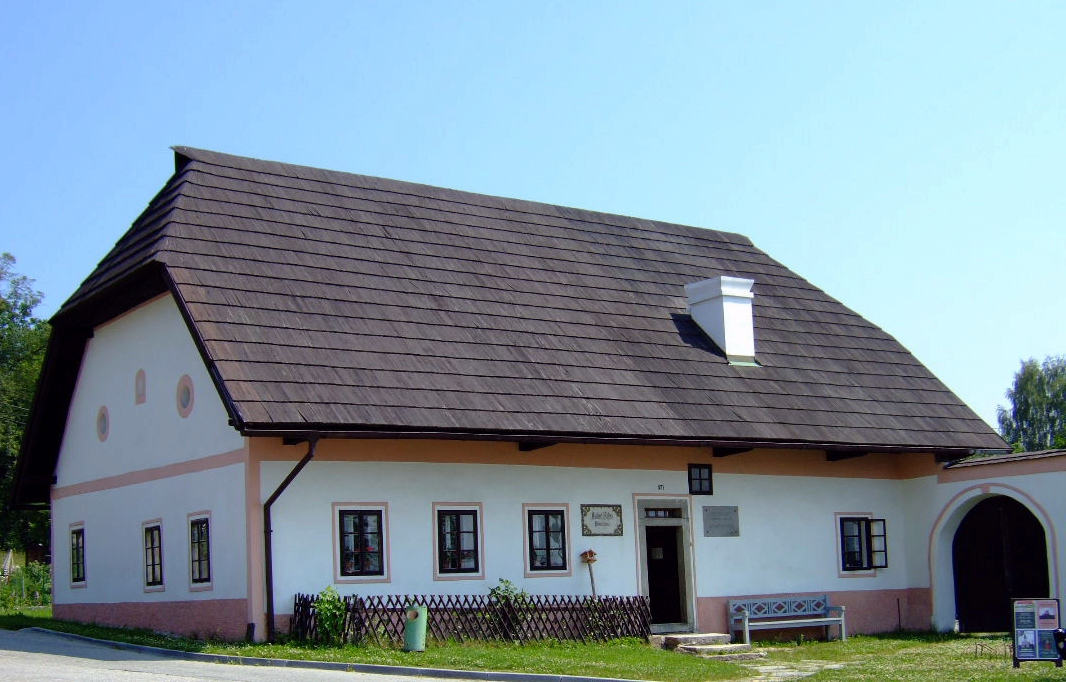
Stifters Geburtshaus in Oberplan

- 23. Oktober: Adalbert Stifter, österreichischer Heimatdichter, Maler und Pädagoge († 1868)
- 25. Oktober: Friedrich Wilhelm Arming, österreichischer Mediziner und Schriftsteller († 1864)
- 29. Oktober: August Heinrich Simon, deutscher Politiker († 1860)
- 30. Oktober: Christoph Ulrich Hahn, deutscher Pionier der Diakonie († 1881)

### November/Dezember
- 01. November: Alessandro Nini, italienischer Komponist († 1880)
- 04. November: John Adams Gilmer, US-amerikanischer Politiker († 1868)
- 10. November: Augustin Keller, Schweizer Politiker († 1883)
- 14. November: Johann Friedrich Hermann Albers, deutscher Mediziner und Pathologe († 1867)
- 14. November: Fanny Hensel, deutsche Komponistin († 1847)
- 18. November: Carl Alexander Simon, deutscher Kunstmaler und Dichter († 1852)
- 19. November: Édouard Drouyn de Lhuys, französischer Staatsmann († 1881)

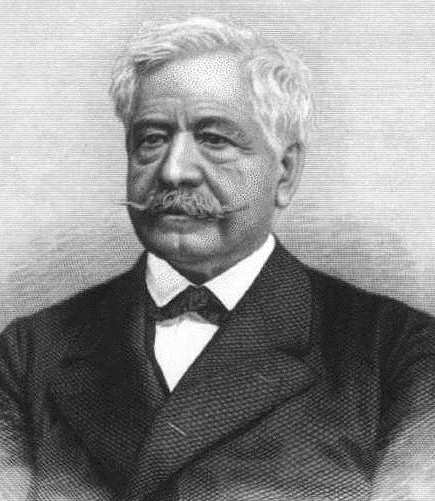
Ferdinand de Lesseps

- 19. November: Ferdinand de Lesseps, französischer Ingenieur und Erbauer des Sueskanals († 1894)
- 21. November: Wilhelm Friedrich Christian Gustav Krafft, deutscher Politiker († 1864)
- 24. November: Luise Grimm, deutsche Fotografin und Malerin († nach 1850)
- 25. November: William B. Preston, US-amerikanischer Politiker († 1862)
- 27. November: Ralph Lowe, US-amerikanischer Politiker († 1883)
- 28. November: Cäsar Albano Kletke, deutscher Pädagoge († 1893)
- 28. November: Carl Overweg, deutscher Politiker und Industrieller († 1876)
- 28. November: John Lloyd Stephens, Forschungsreisender und Amateurarchäologe († 1852)
- 29. November: Friedrich Wilhelm Kasiski, preußischer Infanteriemajor und Kryptograph († 1881)
- 06. Dezember: Adolf Reubke, deutscher Orgelbauer († 1875)
- 07. Dezember: Jean Eugène Robert-Houdin, französischer Magier († 1871)
- 10. Dezember: Karl Ferdinand Sohn, deutscher Maler († 1867)
- 12. Dezember: William Lloyd Garrison, US-amerikanischer Schriftsteller († 1879)
- 13. Dezember: Johann von Lamont, schottisch-deutscher Astronom und Physiker († 1879)
- 14. Dezember: Johann Peter Behaghel, deutscher Gymnasiallehrer († 1871)
- 14. Dezember: James Pearce, US-amerikanischer Politiker († 1862)
- 16. Dezember: Isidore Geoffroy Saint-Hilaire, französischer Zoologe und Ethologe († 1861)
- 18. Dezember: Adolphe Dumas, französischer Dichter, Dramatiker und Provenzalist († 1861)
- 21. Dezember: Thomas Graham, britischer Chemiker († 1869)

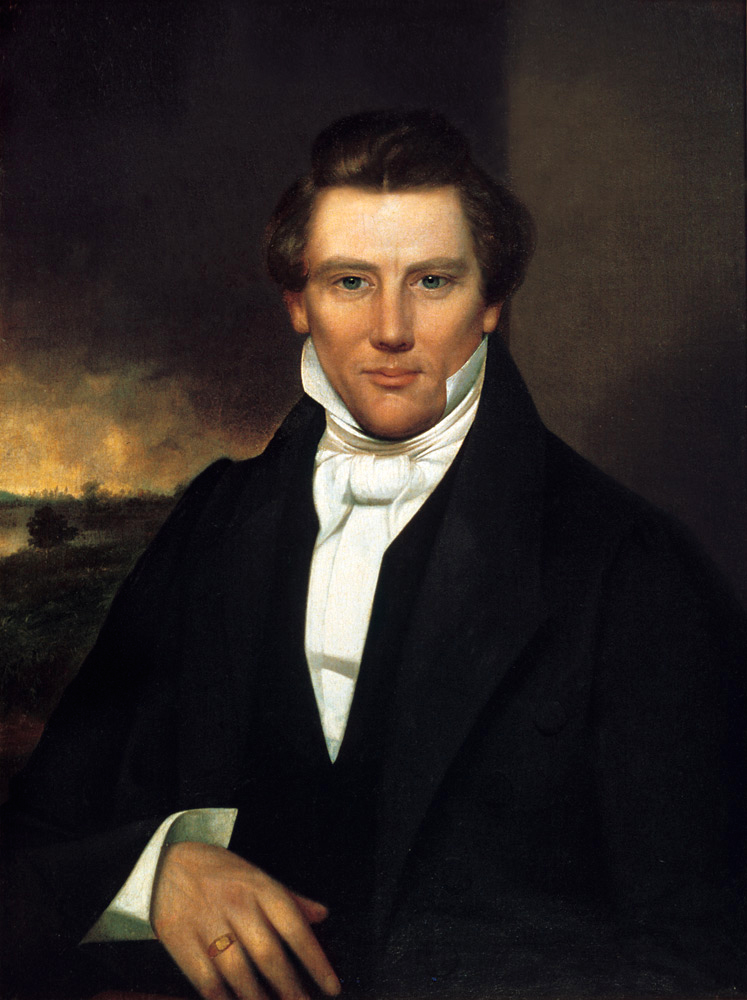
Joseph Smith, Jr.

- 23. Dezember: Joseph Smith, Gründer und erster Prophet der Mormonen († 1844)
- 31. Dezember: Marie Cathérine Sophie d’Agoult, französische Schriftstellerin († 1876)

### Genaues Geburtsdatum unbekannt
- Karl Cäsar Antz, deutscher Arzt und Botaniker († 1859)
- Mastura Ardalan, kurdische Poetin und Schriftstellerin († 1848)
- Borys Halpert, polnischer Theaterleiter, Librettist und Musiker († 1861)
- Ioannis Notaras, griechischer Adliger, General und Freiheitskämpfer († 1827)

## Gestorben

### Erstes Halbjahr
- 01. Januar: Heinrich Theodor Wehle, deutsch-sorbischer Landschaftsmaler, Radierer und Zeichner (* 1778)
- 01. Januar: Adolf von Hüpsch, Kunstsammler (* 1730)
- 06. Januar: Conrad Moench, deutscher Botaniker und Chemiker (* 1744)
- 13. Januar: Franz Anton Ernst, böhmischer Komponist (* 1745)
- 17. Januar: Abraham Hyacinthe Anquetil-Duperron, französischer Orientalist, erster Übersetzer der Avesta (* 1731)
- 28. Januar: Mihály Csokonai Vitéz, ungarischer Dichter (* 1773)
- 04. Februar: John Sloss Hobart, US-amerikanischer Jurist und Politiker (* 1738)
- 04. Februar: Johann George Tromlitz, deutscher Flötist, Flötenbauer und Komponist (* 1725)
- 07. Februar: Inthavong, König des laotischen Königreichs Vientiane (* 18. Jahrhundert)
- 16. Februar: Johann Hermann Schacht, deutscher reformierter Theologe (* 1725)
- 17. Februar: Josephus Nicolaus Laurenti, österreichischer Arzt, Naturforscher, Herpetologe und Zoologe (* 1735)

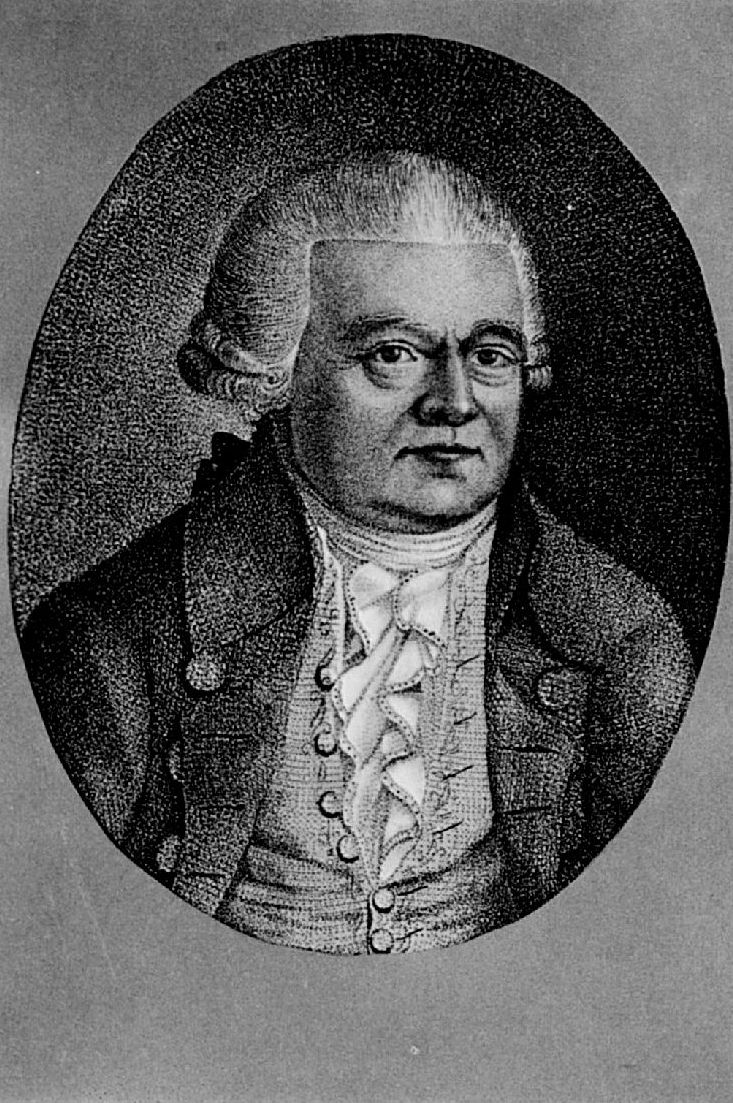
Justus Claproth, 1792

- 20. Februar: Justus Claproth, deutscher Jurist und Erfinder (* 1728)
- 25. Februar: Joseph Anselm Freiherr Adelmann von Adelmannsfelden, deutscher Politiker (* 1728)
- 25. Februar: Friederike von Hessen-Darmstadt, Frau von König Friedrich Wilhelm II. (Preußen) (* 1751)
- 25. Februar: Thomas Pownall, britischer Kolonialpolitiker, Gouverneur der Province of Massachusetts Bay (* 1722)
- 10. März: Felice Fontana, italienischer Naturwissenschaftler (* 1730)
- 10. März: Friedrich Wilhelm Dresde, deutscher Sprachwissenschaftler und lutherischer Theologe (* 1740)
- 15. März: Stanisław Szczęsny Potocki, polnischer Magnat (* 1751/52)
- 16. März: Franz Xaver Freiherr von Wulfen, Physiker, Mathematiker, Botaniker und Mineraloge (* 1728)
- 18. März: Johann Jacob Ebert, deutscher Mathematiker, Dichter, Astronom, Journalist und Autor (* 1737)
- 21. März: Jean-Baptiste Greuze, französischer Maler (* 1725)
- 24. März: Alois I., liechtensteinischer Fürst (* 1759)
- 07. April: Gabriel Gruber, Ordensgeneral (* 1740)
- 13. April: Pietro Arduino, italienischer Botaniker (* 1728)
- 21. April: Bernt Anker, norwegischer Kaufmann (* 1746)
- 28. April: Jean-Baptiste Gaspard d’Ansse de Villoison, französischer Altphilologe (* 1750)
- 29. April: Lorenz Pasch der Jüngere, schwedischer Maler (* 1733)
- 03. Mai: Heinrich Zimmermann, nahm an der letzten Reise von James Cook teil (* 1741)
- 07. Mai: William Petty, britischer Staatsmann und britischer Premierminister (* 1737)

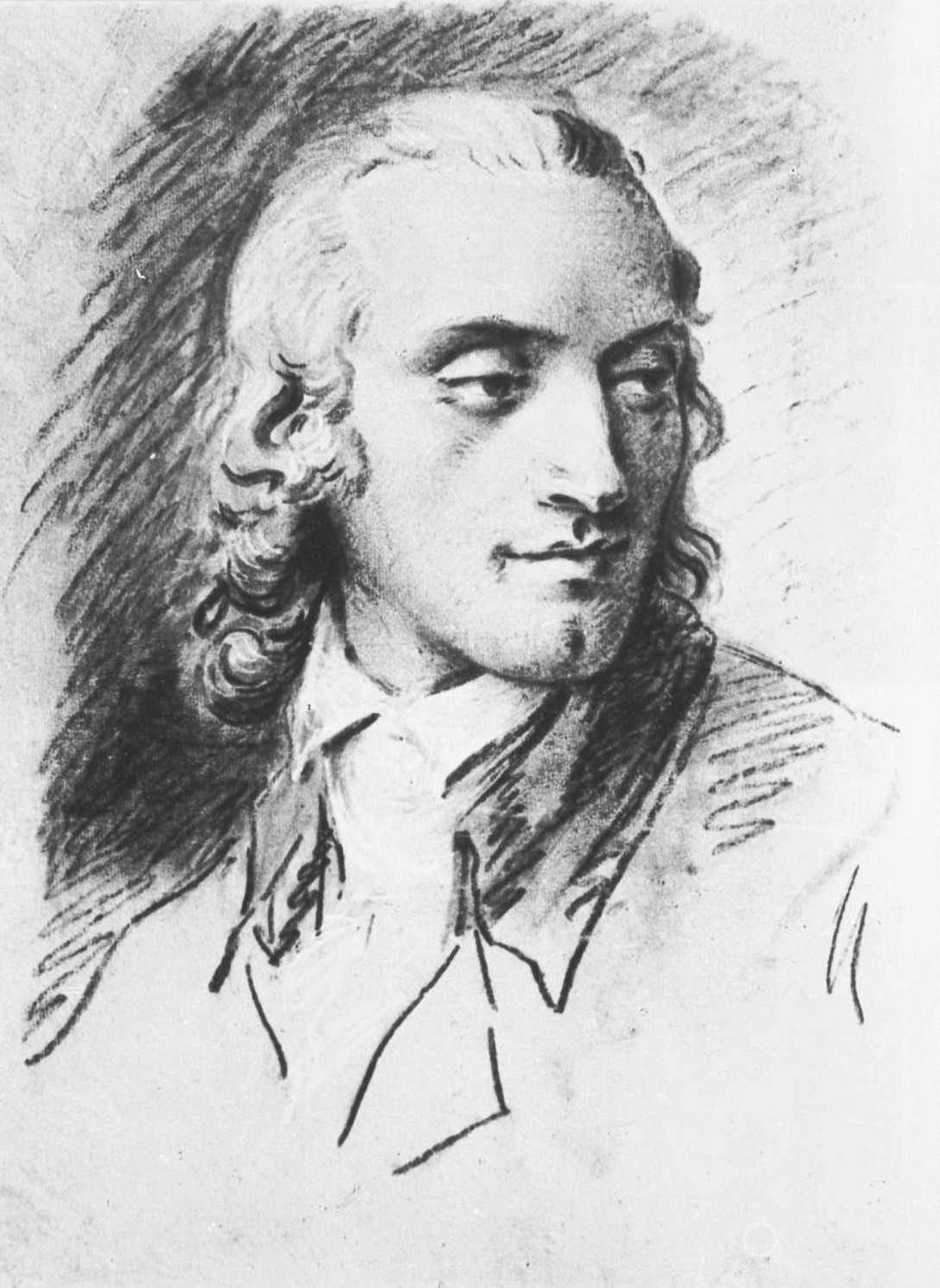
Friedrich Schiller

- 09. Mai: Friedrich Schiller, deutscher Dichter, Dramatiker und Historiker (* 1759)
- 10. Mai: Johann Evangelist Haydn, österreichischer Tenor (* 1743)
- 12. Mai: Ferdinand von Hompesch zu Bolheim, deutscher Großmeister des Malteserordens (* 1744)
- 15. Mai: Maximilian Thaddäus von Egger, österreichischer Eisenindustrieller und Adliger (* 1734)
- 16. Mai: Friedrich Eberhard von Rochow, preußischer Adliger und Schulreformer (* 1734)
- 24. Mai: Fedot Iwanowitsch Schubin, russischer Bildhauer (* 1740)
- 25. Mai: William Paley, englischer Theologe und Philosoph (* 1743)
- 27. Mai: Johann Friedrich Wenthin, deutscher Orgelbauer (* 1746)

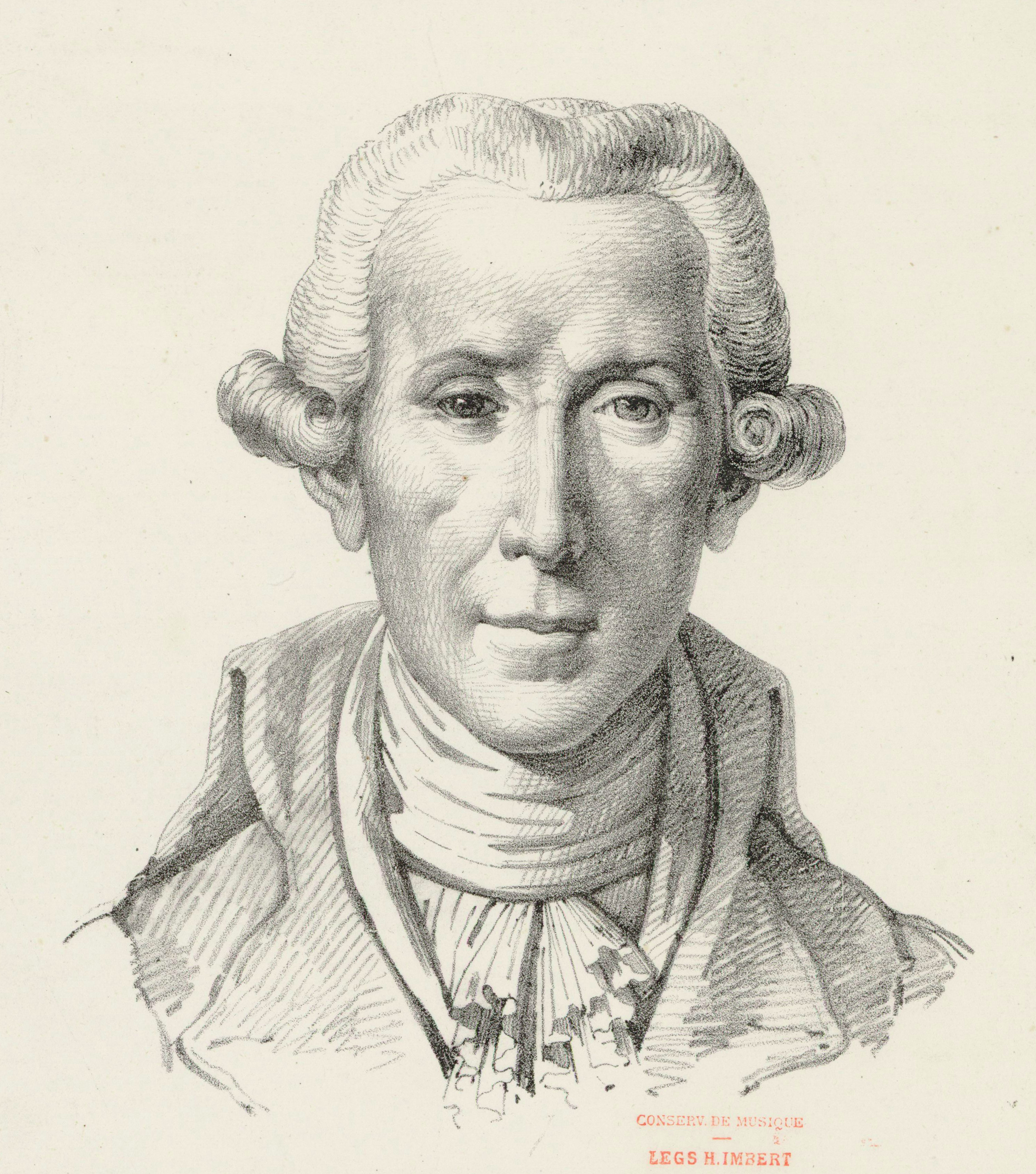
Luigi Boccherini

- 28. Mai: Luigi Boccherini, italienischer Komponist und Cellist (* 1743)
- 12. Juni: Johann Koenen, deutscher Jurist (* 1727)
- 17. Juni: Felix Escher vom Glas, Schweizer Kaufmann und Politiker (* 1746)
- 25. Juni: Anton Pfliegler, österreichischer Orgelbauer (* 1736)

### Zweites Halbjahr
- 10. Juli: Thomas Wedgwood, Pionier der Fototechnik (* 1771)
- 27. Juli: Joseph Alexandre de Ségur, Graf von Segur und Bruder des Louis Philippe Ségur (* 1756)
- 27. Juli: Johann Friedrich Wilhelm von Charpentier, deutscher Geologe und sächsischer Berghauptmann (* 1738)
- 08. August: Lazarus III. Henckel von Donnersmarck, freier Standesherr und Montanunternehmer (* 1729)
- 12. August: Johann Friedrich Anthing, deutscher Silhouetteur (* 1753)
- 25. August: William Henry, Duke of Gloucester and Edinburgh, dritter Sohn von Friedrich Ludwig von Wales (* 1743)
- 25. August: Joseph Roos, deutscher Maler (* 1726)
- 31. August: Joseph Marie Clemens dall’ Abaco, italienischer Musiker und Komponist (* 1710)
- 03. September: Johann Martin von Abele, deutscher Publizist und Historiker (* 1753)
- 10. September: Johann Friedrich Burscher, deutscher lutherischer Theologe (* 1732)
- 15. September: Christopher Gadsden, Delegierter von South Carolina im Kontinentalkongress (* 1724)
- 27. September: William Moultrie, US-amerikanischer Politiker (* 1730)
- 28. September: Christoph Franz von Buseck, letzter Fürstbischof von Bamberg (* 1724)
- 05. Oktober: Charles Cornwallis, britischer General (* 1738)
- 15. Oktober: Johann Georg Bechtold, deutscher Philosoph, Literaturwissenschaftler und Theologe (* 1732)
- 15. Oktober: Arthur Fenner, US-amerikanischer Politiker (* 1745)
- 21. Oktober: Horatio Nelson, britischer Admiral (* 1758)
- 25. Oktober: Albrecht Heinrich von Arnim, preußischer Justizminister (* 1744)
- 25. Oktober: Jacques Antoine Marie de Cazalès, französischer Politiker (* 1758)
- 28. Oktober: Joseph Jones, US-amerikanischer Politiker (* 1727)
- 08. November: François-Thomas-Marie de Baculard d’Arnaud, französischer Dichter und Dramatiker (* 1718)
- 14. November: Iwan Petrowitsch Saltykow, russischer Feldmarschall (* 1730)
- 22. November: Franz von Sonnenberg, deutscher Dichter (* 1779)
- 06. Dezember: Heinrich Ernst Güte, evangelischer Theologe, Pfarrer und Professor für Theologie (* 1754)
- 12. Dezember: Johann Ludwig Avenarius, thüringischer Jurist in preußischen Diensten (* 1735)
- 23. Dezember: Francis Masson, schottischer Botaniker und Pflanzensammler (* 1741)
- 23. Dezember: Geneviève Thiroux d’Arconville, französische Schriftstellerin, Übersetzerin und Chemikerin (* 1720)

### Genaues Sterbedatum unbekannt
- Hans Rudolf Maurer, Schweizer Lehrer und evangelischer Geistlicher (* 1752)